# Villa de Châteauneuf
La villa de Châteauneuf est une maison située sur la colline de Gairaut, à Nice, en France. 

## Historique
La villa a appartenu à une des plus anciennes familles du comté de Nice, la famille Peyre, marquis de Châteauneuf. La villa a été construite en 1661 et a été remaniée au XVIIIe siècle. 
Elle faisait partie d'un de ces domaines que les familles de la noblesse niçoise se sont fait construire à partir du XVIe siècle, grâce à leur enrichissement, dans la campagne niçoise. Elles ont adopté le plan des villas génoises.
La villa de Châteauneuf est classée au titre des monuments historiques depuis le 24 octobre 1994. 

## Description
La villa est située sur la colline de Gairaut. Sa position lui donne une très belle vue sur Nice. Elle présente au rez-de-chaussée un portique supportant une terrasse accessible à partir des pièces du premier étage, surmonté d'un fronton triangulaire à triple rangée de génoise.